# Luenga & Fablas
Luenga & Fablas es una publicación anual científica de filología aragonesa y en aragonés editada desde 1997 en Aragón (España), con estudios de investigaciones, trabajos y documentación sobre el aragonés y su literatura.Se trata fundamentalmente de artículos, entre estudios, recensiones y documentos, que abordan diversos aspectos lingüísticos, literarios o pedagógicos sobre esta lengua. Cada ejemplar suele tener alrededor de 200 páginas.

## Editora
La publica el Consello d'a Fabla Aragonesa en Huesca. Existen diferentes apartados: Treballos e rechiras, Creyazión literaria, Decumentazión y Rezensions. Desde el número 10 (2006), incluye un apartado de Recuperazións de estudios clásicos sobre el aragonés, como W. D. Elcock, A. Schmitt o A. Kuhn. Suele tener cerca de 200 páginas. En el número 10 (2006) se recogen los índices de los trabajos publicados en los diez primeros números. Su director es el filólogo Francho Nagore.
En ella han publicado Jesús Vázquez Obrador, Chusé Antón Santamaría Loriente, Paz Ríos Nasarre, Óscar Latas Alegre, Chusé Inazio Nabarro, Francho Nagore, Elena Gusano Galindo, María Pilar Benítez Marco, Artur Quintana i Font o Juana Coscujuela. Admite recensiones de otras publicaciones, textos cortos de creación literaria y algunos trabajos de investigación que se centren en el léxico, la gramática u otros aspectos del aragonés.